# Ophiomitra hamula
Ophiomitra hamula är en ormstjärneart som beskrevs av Ole Theodor Jensen Mortensen 1933. Ophiomitra hamula ingår i släktet Ophiomitra och familjen knotterormstjärnor. Inga underarter finns listade i Catalogue of Life.